# Anna Przemyska
Anna Przemyska (ur. 20 kwietnia 1924 w Krakowie, zm. 28 sierpnia 1995) – polska autorka utworów dla dzieci i młodzieży.

## Życiorys
Ukończyła Studium Dziennikarskie na Akademii Nauk Politycznych w Warszawie oraz Szkołę Główną Służby Zagranicznej. W okresie okupacji była kurierką Armii Krajowej z Warszawy do Budapesztu. Debiutowała jako poetka na łamach prasy konspiracyjnej pod pseudonimem Wacek. W 1984 roku otrzymała nagrodę Prezesa Rady Ministrów.

## Twórczość wybrana
- Dookoła chmurek
- Kogut i perła
- Foka z Gorącego Wybrzeża
- Zagrajmy w zielone